# جاستین کان
جاستین کان (به انگلیسی: Justin Kan، زاده ۱۶ ژوئیه ۱۹۸۳) کارآفرین اینترنتی و سرمایه‌گذار آمریکایی است. او هم‌بنیان‌گذار سرویس‌های پخش زنده ویدیویی توییچ و جاستین.تی‌وی و اپلیکیشن ویدیویی سوشال کم است. او همچنین از بنیان‌گذاران و مدیرعامل پیشین شرکت آتریوم است.
جاستین کان از شرکای سابق شرکت وای کامبینیتر، مرکز رشد و شتاب دهندهٔ استارتاپ سیلیکون‌ولی است. تلاش کان برای پخش زنده ویدیویی ۲۴ ساعته از زندگی‌اش در جاستین. تی‌وی که از روی اسم خودش نام‌گذاری شده بود، باعث محبوبیت عبارت «lifecasting» شد. او همچنین یک پلتفرم موسیقی الکترونیک به سبک ردیت به نام The Drop را راه اندازی کرد.
کان در ماه مارس ۲۰۱۹، همراه با استیو چن، هم‌بنیانگذار یوتیوب، به عنوان مشاور به پلتفرم پخش محتوای ویدیویی تتا پیوست. تتا شبکه‌ای غیرمتمرکز برای پخش ویدیو هست که از فناوری بلاک چین استفاده می‌کند.

## زندگی حرفه‌ای

### جاستین.تی‌وی
کان در سال ۲۰۰۷ همراه با امت شیر، مایکل سیبل و کایلی واگت، جاستین. تی‌وی را به راه انداخت. جاستین. تی‌وی یک سرویس پخش زنده ویدیویی ۲۴ ساعته بود که ۷ روز هفته از زندگی جاستین توسط وب کمی که به سرش متصل بود، ویدیو پخش می‌کرد. در آن زمان جاستین ۲۳ ساله بود.
پخش زنده و ۲۴ ساعته زندگی جاستین یا همان «lifecasting» او، حدود هشت ماه به طول انجامید. این ایده جاستین توجه رسانه‌ها را به خود جلب کرد و منجر به مصاحبه‌هایی از جمله مصاحبه با آن کوری در برنامه تلویزیونی امروز شد. بینندگان از طریق جاستین. تی‌وی همراه با جاستین در خیابان‌های سانفرانسیسکو قدم می‌زدند و گاهی در رویدادهای از قبل برنامه‌ریزی شده (مانند کلاس بندبازی، کلاس رقص) و موقعیت‌های ناگهانی (مثل دعوت به مرکز ساینتولوژی توسط یک مسئول جذب خیابانی) همراه با او شرکت می‌کردند.
در ادامه این شرکت تبدیل به پلتفرم پخش زنده ویدیویی شد تا هر کسی بتواند ویدیویی زنده در این بستر منتشر کند. جاستین. تی‌وی به عنوان یک پلتفرم در سال ۲۰۰۷ راه‌اندازی شد و یکی از بزرگ‌ترین پلتفرم‌های پخش زنده ویدیویی در جهان با بیش از ۳۰ میلیون کاربر منحصربه‌فرد ماهانه بود.
جاستین. تی‌وی در راستای تمرکز بیشتر بر روی شرکت مادر جاستین. تی‌وی یعنی شرکت توییچ، در تاریخ ۵ اوت سال ۲۰۱۴ بسته شد.

### توییچ
پس از راه‌اندازی جاستین. تی‌وی در سال ۲۰۰۷، این سایت به‌سرعت شروع به ساختن دسته‌بندی‌های محتوایی خاص مانند اجتماعی، فناوری، ورزشی، سرگرمی، اخبار و رویدادها، بازی و موارد دیگر کرد. بخش بازی بسیار سریع رشد کرد و به محبوب‌ترین محتوای سایت تبدیل شد.
در ژوئن ۲۰۱۱ شرکت توییچ تصمیم گرفت محتوای بازی سایت را تحت نام یک برند و سایت جداگانه پخش کند. این پلتفرم جدید با الهام از اصطلاح توییچ گیم‌پلی، توییچ تی‌وی نام‌گذاری شد و در ۶ ژوئن ۲۰۱۱ به‌طور رسمی راه‌اندازی شد.
در ماه اوت ۲۰۱۴، Amazon.com رسماً، توییچ را به مبلغ ۹۷۰ میلیون دلار خرید.

### سوشال کم
سوشال کم در تاریخ ۷ مارس ۲۰۱۱ راه‌اندازی شد و در تاریخ ۱۷ ژوئیه ۲۰۱۲ توسط شرکت اتودسک به قیمت ۶۰ میلیون دلار خریداری شد. سوشال کم در تاریخ ۲۸ اکتبر ۲۰۱۵ توسط اتودسک به کار خود پایان داد. سوشال کم یک اپلیکیشن اشتراک‌گذاری ویدیو برای آیفون و اندروید بود که به کاربران اجازه می‌داد تا روی موبایل و به‌صورت آنلاین و همچنین از طریق فیس‌بوک، توییتر و شبکه‌های اجتماعی دیگر، فیلم بگیرند و به اشتراک بگذارند.
در یک مقطع زمانی، این برنامه بیش از ۲ میلیون بار دانلود شد و همچنان امکانات جدیدی را برای استفاده کاربران اضافه می‌کرد که فیلترهای ویدیویی یکی از قابل توجه‌ترین آن‌ها بود.